# Alfred Jaëll
Alfred Jaëll (ur. 5 marca 1832 w Trieście, zm. 27 lutego 1882 w Paryżu) – austriacki pianista i kompozytor.

## Życiorys
Muzyki uczył się u ojca, Edwarda Jaëlla. W 1843 roku wystąpił w Wenecji jako cudowne dziecko. W 1844 roku podjął naukę u Ignaza Moschelesa. Koncertował w Europie i Stanach Zjednoczonych. Od 1856 do 1866 roku był nadwornym pianistą w Hanowerze. Ceniony był zwłaszcza jako interpretator dzieł Fryderyka Chopina, propagował twórczość Schumanna i Brahmsa. W 1866 roku poślubił Marie Trautmann i zamieszkał w Paryżu. Pisał utwory fortepianowe o charakterze wirtuozowskim.